# コーディ・ロヴァース
コーディ・ロヴァース（Cody Lovaas、1998年6月15日 - ）は、アメリカ・カリフォルニア州出身のシンガーソングライター、ギタリスト。自身もサーファーであるコーディの楽曲は、シンプルで懺悔的な詩をベースに、小さな海辺の街で起こる若者達の恋の物語を描き出す。アコースティックサウンドを軸に創りだされるメロディックで艶のあるポップスを、優しくソウルフルなボーカルで歌い上げる。

## 略歴
14歳の頃、故郷のカリフォルニア州カールスバッドのビーチサイドでオープンマイクに参加していた際に、たまたま居合わせたジェイソン・ムラーズがコーディの才能に惚れ込み声をかける。この運命的な出会いにより、ジェイソン・ムラーズのマネジメント事務所 Black Boxへ所属。
10 代の間にロサンゼルスへと通いスタジオセッションを繰り返し、20歳になるまでに数百もの楽曲を制作。
2017年にデビューシングル「Lie」をリリースし、各ダウンロード・ストリーミングサービスにて500万回再生を記録。Spotifyの公式プレイリストにも本楽曲が使われた。
2018年にシャロウとカスボと制作した「Find」は各ダウンロード・ストリーミングサービスにて2,700万回再生を記録。
2019年5月に自身初となるEP「Honestly,」をリリース。EPに含まれている楽曲「Love No More」のMusic VideoがYouTube Artist On The Rise - 2019 に選出され640万回再生を記録中。同年12月にはケイリン・ルッソとのデュエット曲「Love No More (Duet) 」をリリース。
これまでにジェイソン・ムラーズを始め、ドノヴァン・フランケンレイター、スティーヴン・タイラー、ジギー・マーリー、スウィッチフット、シャロウ、カスボ等のツアーに参加している。
2020年4月17日に配信シングル「Love No More」で日本デビューを果たす。

## ディスコグラフィ

### シングル
- Lie] - 2017年1月27日リリース
- Lie （Tep No Remix） - 2017年3月3日リリース
- Lie（Eighty Ninety Remix） - 2017年3月17日リリース
- Lie（Acoustic） - 2017年12月8日リリース
- Prove It  - 2018年1月26日リリース
- Prove It（Acoustic）  - 2018年2月23日リリース
- Honestly,（Remixes） - 2019年8月2日リリース
- Just So You Know - 2019年9月27日リリース
- Love No More（Duet） - 2019年12月13日リリース（Cody Lovaas ＆ Cailin Russo 名義）

#### 日本盤シングル
- Love No More - 2020年4月17日リリース（日本デビューシングル）

### EP（ミニアルバム）
- Honestly, - 2019年5月3日リリース

## 参加作品
- You Remix / Curtis Alto - 2017年10月13日リリース
- Find / Shallou,Kasbo,Cody Lovaas - 2018年4月27日リリース

## ミュージックビデオ

### 2017年
- Cody Lovaas - Lie (Official Video) - 2017年2月10日公開
- Cody Lovaas - Lie [Acoustic Video] - 2017年3月1日公開
- Cody Lovaas - Lie (Tep No Remix) [Official Video] - 2017年3月8日公開
- Cody Lovaas - Lie (Eighty Ninety Remix) [Official Video] - 2017年3月25日公開
- Cody Lovaas - Bodies (Official Video) - 2017年6月2日公開
- Cody Lovaas - Bodies (GXNXVS Remix) [Official Video] - 2017年9月7日公開

### 2018年
- Cody Lovaas - "Prove It" (Acoustic) - 2018年2月24日公開

### 2019年
- Cody Lovaas - Talk Slow (Official Video) - 2019年3月23日公開
- Cody Lovaas - Finally Fallen (Official Video) - 2019年5月30日公開
- Cody Lovaas - Love No More (Official Video) - 2019年6月27日公開
- Cody Lovaas - Just So You Know (Official Video & Short Film) - 2019年9月27日公開
- Cody Lovaas, Cailin Russo - Love No More (Duet) (Official Video) - 2019年12月18日公開

### 2020年
- Cody Lovaas - Tired (Official Video) - 2020年4月24日公開